# Itandula
Itandula ist ein Verwaltungsbezirk (englisch Ward) des Distrikts Mufindi in der tansanischen Region Iringa.

## Geografie
Itandula liegt im südlichen Hochland von Tansania etwa 60 Kilometer Luftlinie südwestlich der Distrikthauptstadt Mafinga. Der Bezirk grenzt im Norden an Mbalamaziwa, im Osten an Mtambula, im Süden an Kitandililo, im Südwesten an Mlowa, im Westen an Saja und im Nordwesten an Idunda. Bei der Volkszählung 2022 lebten 14.329 Menschen in 3553 Haushalten auf einer Fläche von 172 Quadratkilometern.

## Gliederung
Der Bezirk besteht aus fünf Gemeinden (swahili Mtaa) mit 22 Orten (Kitongoji):
| Iramba - Tambalang'ombe - Mlimani - Ilole - Kivele A - Kivele B | Kinegembasi - Shuleni A - Mlimani B - Ruaha D - Unyanye C | Nyigo - Bomba A - Bomba B - Mnyala - Mjimwema | Ihawaga - Kitasengwa - Mlimani - Kihanga - Kinyanambo | Ikimilinzowo - Mjimwema - Itulilo - Kisaula - Ruaha - Mtakuja |

## Wirtschaft und Infrastruktur
- Landwirtschaft: Im Bezirk werden rund 26.000 Hühner, 5000 Rinder, 1000 Ziegen und 500 Schafe gehalten.[8]
- Bildung: Die Itandula Secondary School ist eine staatliche weiterführende Schule, die Tages- und Internatsschüler bis zur 4. Stufe ausbildet.[9]
- Straße: Durch Itandula verläuft die asphaltierte Nationalstraße T1, die Mafinga mit Makambako verbindet.[10]